# Шилово (Ясногорский район)
Шилово — упразднённая в 1986 году деревня Ясногорского района, вошедшая в состав города Ясногорск в Тульской области России. Входила на год упразднения в состав Архангельского сельсовета. Название сохранилось в названии улицы Шиловская.

## География
Расположено было в пределах северной части Среднерусской возвышенности, у реки Вашана, к западу от города.

## История
Согласно справочнику «XLIV. Тульская Губерния. Списки населенных мест по сведениям 1859 года», сельцо владельческое Шилово, при рч. Вошане, входит в 1 стан	Тульского уезда.
Решением Тульского облисполкома от 11 ноября 1986 года деревня Шилово Архангельского сельсовета Ясногорского района включена в состав города Ясногорска.

## Известные уроженцы, жители
- Модест Петрович Мусоргский (1839—1881) — русский композитор, летом 1868 года жил в усадьбе Шилово и работал над первым актом оперы «Женитьба»[3].

## Транспорт
По сведениям XIX века, стоял по правую сторону прежней большой Московской дороге (из Тулы в Москву).